# جاده ئی۷۶۳ اروپا
جاده ئی۷۶۳ اروپا (به انگلیسی: European route E763) یکی از جاده‌های درجه ۲ قاره اروپا است.
این جاده از شهر بلگراد (صربستان) شروع شده و در شهر بیجلو پولیه (مونته‌نگرو) و در مرز کشور آلبانی به پایان می‌رسد.